# Victoria-Wes

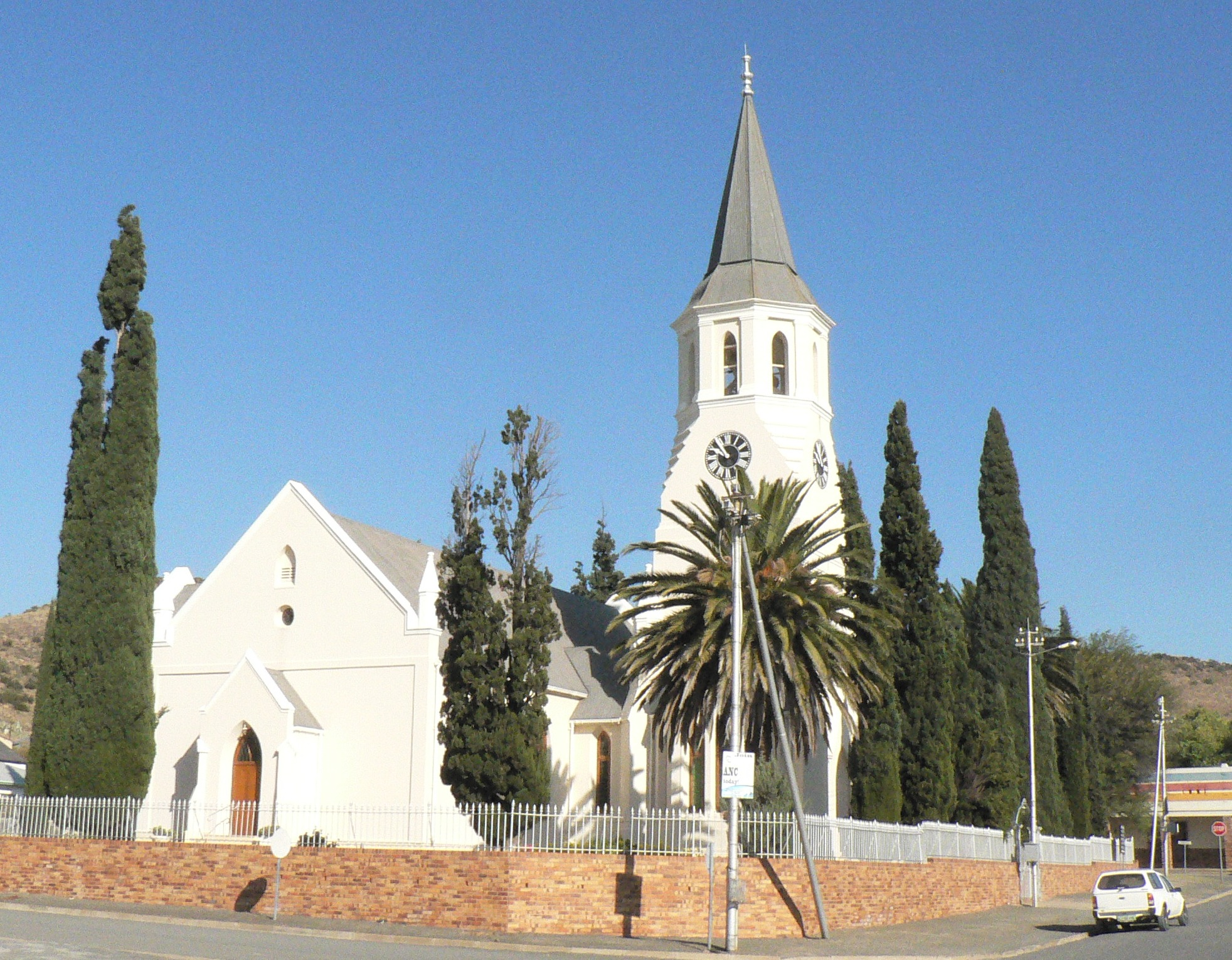
De Nederduits-Gereformeerde kerk in Victoria-West

Victoria-West (officiële naam), maar ook vaak genoemd Victoria-Wes, is een dorp gelegen in de gemeente Ubuntu in de regio centrale Karoo in de Zuid-Afrikaanse provincie Noord-Kaap. Het ligt aan de oever van de Brakrivier, 13 km noordwestelijk van Hutchinson en 88 km ten westen van Richmond. Victoria-West ligt in een belangrijk schapenhouderij gebied, die gehouden worden voor de wolproductie. Het dorp floreert ondanks een verwoestende vloed en uiterste droogte in vroegere jaren.

## Geschiedenis
In april 1844 heeft de kerkenraad van de Nederduits-Gereformeerde kerk besloten om een nederzetting te stichten op de plaats waar nu Victoria-Wes is gelegen. Direct na het besluit van de kerkenraad is men overgegaan tot de aankoop van de boerderij "Kapoksfontein" en een deel van de boerderij "Zeekoegat" voor een bedrag van 23.000 rijksdaalders (£1725). In augustus van hetzelfde jaar besloot de kerkenraad dat het nieuwe plaatsje "Victoria" genoemd zou worden, ter ere van de Britse koningin Victoria. Deze naam is later in 1855 licht aangepast tot Victoria-West om het te kunnen onderscheiden van het gelijknamige plaatsje in de provincie Oost-Kaap.
Toen in 1867 diamanten werden ontdekt nabij Hopetown werd een dwarsstraat aangelegd op de hoofdstraat van Victoria-West. Hotels, winkels en zelf een krant werden opgericht. In de jaren 1870 werd het spoorwegnet van Kaapkolonie sterk uitgebreid door de Cape Government Railways, maar de spoorlijn naar Victoria-West was pas gereed in 1881. De spoorweg gaat op 12 km afstand het dorp voorbij en de spoorweghalte kreeg de wat koddige naam "Victoria-Wes-Weg en een onverharde weg verbond het station met het dorp. De spoorwegverbinding stimuleerde de economische ontwikkeling en de demografische groei in de navolgende decennia.

## Verkeer en vervoer
Het dorp is gelegen aan de nationale weg N12, tussen Beaufort-Wes en Kimberley. Naast de ontsluiting door de spoorlijn en de snelweg heeft Victoria-West ook een klein vliegveld, dat alleen gebruikt wordt door lichte vliegtuigen. Tot in de jaren 1970 werd het gebruikt als brandstoftussenstop door de Suid-Afrikaanse Lugdiens voor vluchten vanuit Kaapstad naar bestemmingen in het noorden.

## Bezienswaardigheden
- Apollo-theater, het enige overgebleven voorbeeld van een art-deco-theater uit de decennia na 1950.
- De Handelspos en Mannetjies Roux-museum, biedt souvenirs te koop aan van de legendarische Springbok-rugbyspeler.
- Anglicaanse kerk, gebouwd in 1869, heeft twee prachtige gebrandschilderde ramen.
- Wildreservaat, gelegen buiten het dorp met springbokken, elanden, wildebeesten, blesbokken, gemsbokken en ander wild.
- Op een nabijgelegen boerderij is er een aanzienlijke verzameling antieke auto's, onder meer stoomaangedreven modellen en een kogelvrije auto van Adolf Hitler.

## Bekende inwoners
- Mannetjies Roux, Victoria-West is de geboorteplaats van deze legendarische Zuid-Afrikaanse rugbyspeler. Hij heeft er een eigen museum.

## Subplaatsen
Het nationaal instituut voor de statistiek, Stats SA, deelt sinds de volkstelling 2011 deze hoofdplaats in in 7 zogenaamde subplaatsen (sub place): Grens • New Bright • Victoria-West SP.